# Kathedrale von St. Augustine

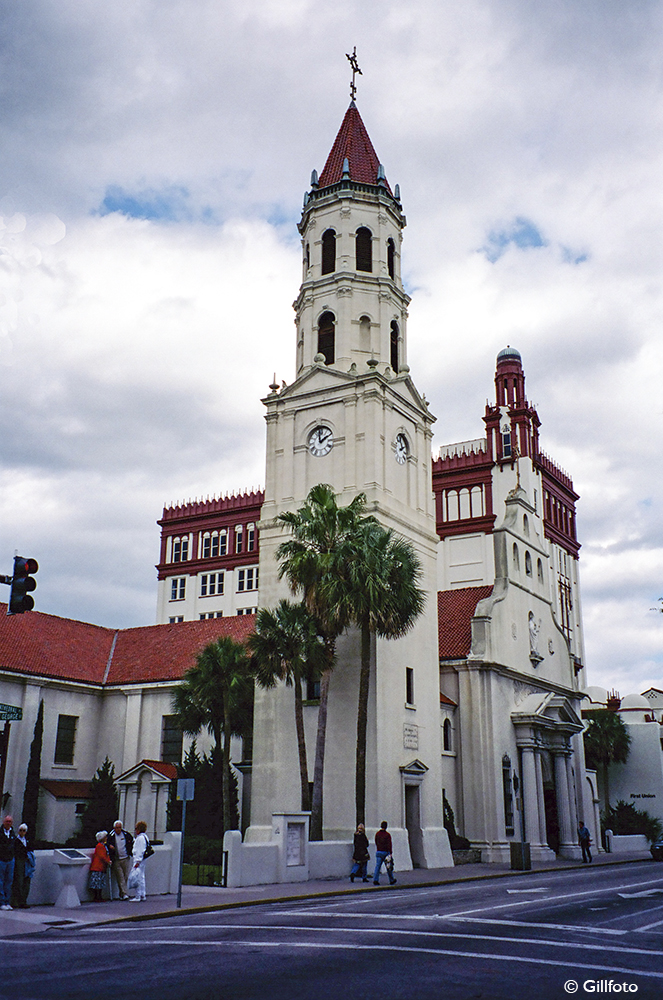
Fassade der Kathedrale

Die Kathedrale von St. Augustine (englisch Cathedral Basilica of St. Augustine, spanisch Catedral basílica de San Agustín) ist eine Kirche im historischen Viertel von St. Augustine in Florida, Vereinigte Staaten. Die Kathedrale des römisch-katholischen Bistums Saint Augustine ist Augustinus von Hippo gewidmet, an dessen Gedenktag der Ort am 28. August 1565 von Spaniern gegründet wurde, die Gemeinde ist damit die älteste christliche Gemeinde in den Vereinigten Staaten. Die heutige Kirche wurde zwischen 1793 und 1797 erbaut und ist eine National Historic Landmark.

## Geschichte
Mitte der 1560er Jahre dehnte sich das spanische Reich von der Karibik nach Norden bis zum heutigen Florida aus. Die erste Kolonie, die von ihrer Gründung an ununterbrochen besetzt blieb, war das damalige San Agustín. Spanische Siedler begannen direkt mit dem Bau einer einfachen Kirche, die wie der Ort nach dem hl. Augustinus benannt wurde. Beim Angriff von Francis Drake wurde die gesamte Siedlung 1586 niedergebrannt. Die Kolonisten wiederum begannen unmittelbar mit dem Wiederaufbau der Kirche und schlossen diesen in wenigen Monaten ab. Die Kirche wurde in einfacher Weise aus Stroh und Palmetto errichtet, wodurch sich der Zustand des Bauwerks im feuchten Klima schnell verschlechterte. 1599 zerstörte ein Brand die zweite Kirche.
Nachdem die Nachricht vom Untergang der zweiten Kirche in Spanien eingetroffen war, wurde für mehrere Jahre der Zehnte als Steuer für den Neubau festgelegt. 1605 wurde eine solidere Kirche aus Holz mit Hilfe von aus Europa kommenden Baumeistern gebaut und sollte für die nächsten 95 Jahre intakt bleiben.
Bei mangelnder Pflege unter schwierigen klimatischen Bedingungen und starken Schwankungen der Gemeindegröße verschlechterte sich der Zustand der Kirche. Sie wurde letztendlich 1702 während eines gescheiterten englischen Eroberungsversuchs des Kolonisten James Moore aus South Carolina niedergebrannt. Für mehr als neunzig Jahre scheiterten die Versuche zum Wiederaufbau durch Misswirtschaft und Geldmangel, vorgesehene Gelder des Königs gingen verloren. Nachdem Florida von 1763 bis 1784 unter britische Herrschaft geraten war, wurde 1793 unter spanischer Herrschaft mit dem Bau der Kirche von St. Augustine begonnen. Der Bau unter der Planung von Mariano de la Rocque konnte im August 1797 durch Miguel Iznardy abgeschlossen werden. 1870 wurde die Kirche mit Schaffung des Bistums Saint Augustine zur Kathedrale erhoben. 1887 kam es zu einem Brand. Da die Mauern erhalten blieben, konnte der Wiederaufbau durch Spenden von Henry Flagler und Gelder der Gemeinde begonnen werden. Die Gemeinde beauftragte den New Yorker Architekten James Renwick, Jr. mit der Restaurierung der verbrannten Kathedrale, der sie um das Querschiff erweiterte und auch den Glockenturm anfügte. Papst Paul VI. verlieh der Kathedrale 1976 zusätzlich den Titel einer Basilica minor. 1970 wurde die Kathedralbasilika in die nationalen Listen der historischen Plätze und Landmarken aufgenommen.

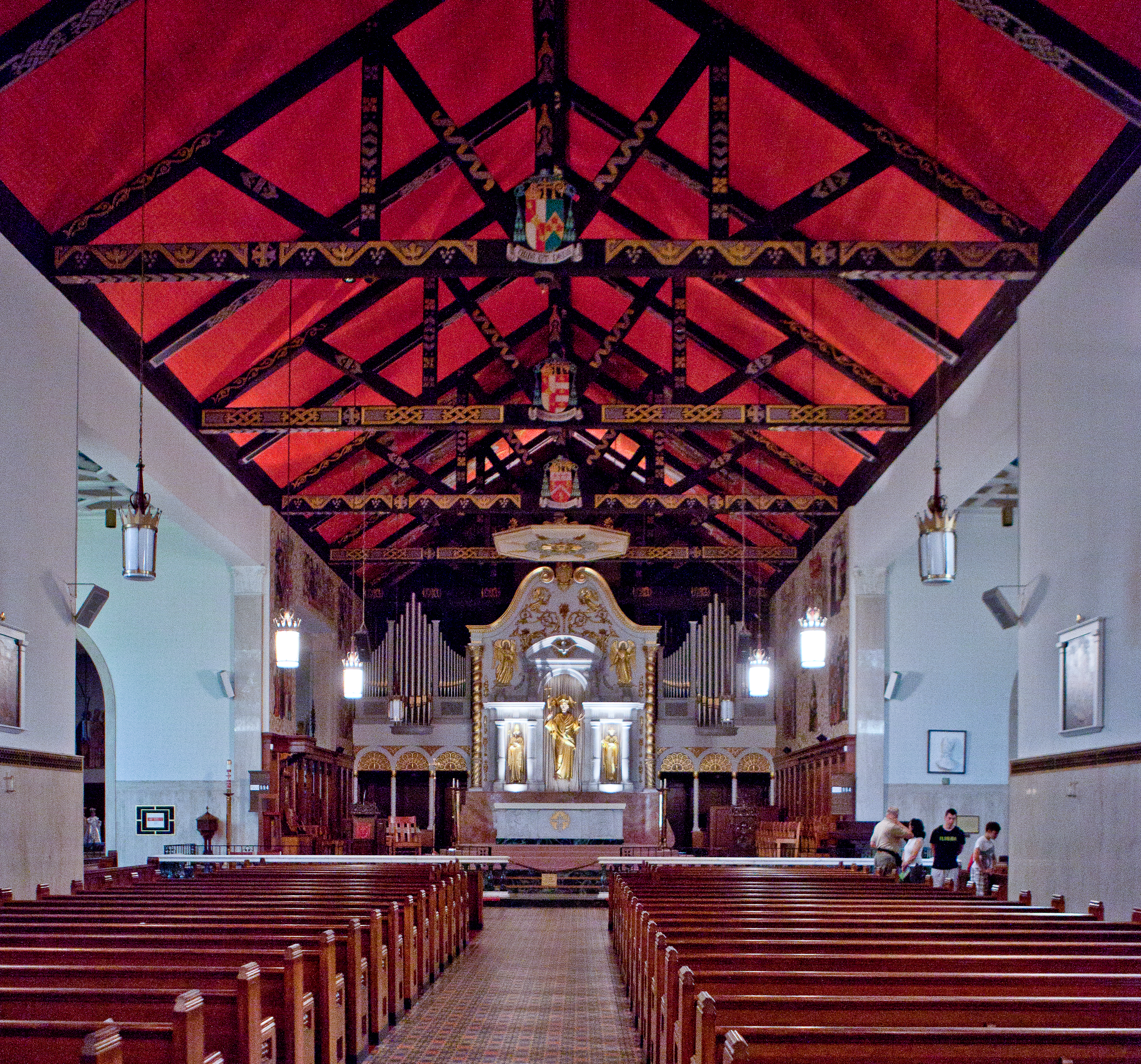
Innenraum der Kathedrale

## Architektur
Die eklektische Fassade der Kathedrale ist eine Kombination aus spanischem Missionsstil und Klassizismus. Zu den Merkmalen des spanischen Missionsstils zählen der geschwungene Glockengiebel, die wenigen Fenster, Tondachziegel und ein halbkreisförmiges Tympanon. In einer markanten Nische steht eine Statue des Schutzpatrons Augustinus. Der Glockengiebel trägt vier Glocken und ein Metallkreuz. Klassizistische Details umgeben die Eingangstür; ein mit Triglyphen verziertes Gebälk wird oben von einem gebrochenen Giebel gekrönt und unten von dorischen Säulenpaaren getragen. Auf der linken Seite steht ein hoher Glockenturm. Die Mauern sind mit Schillkalkstein verkleidet.
Bei der Restaurierung wurde die Kathedrale vergrößert. Sichtbares Zeichen wurde die Neugestaltung der Decke. Renwick entwickelte ein Tragsystem mit freigelegten, verzierten Holzbalken und freiem Blick zur Decke. Das Querhaus hat eine flache Decke.
Im erhöhten Chor mit Marmorboden steht der Hauptaltar. Hinter ihm wurde 2003 beidseitig die Orgel der Firma Casavant Frères mit 56 Registern positioniert. Die Wände des Chors wurden ausgemalt. Die umrahmten Fenster der Kathedrale sind mit Buntglasfenstern geschmückt.